# Libora měnivá
Libora měnivá (Lantana camara) je druh kvetoucí rostliny z čeledi sporýšovité, původem z amerických tropů. Jde o velmi přizpůsobivý druh, který může obývat širokou škálu ekosystémů; jakmile získá nové stanoviště, rychle se šíří. Je na seznamu 100 nejhorších invazních druhů světa.
Ze svého původního areálu se rozšířil do přibližně 50 zemí, kde je invazním druhem. Poprvé se rozšířil z Ameriky, když byl přivezen do Evropy nizozemskými průzkumníky. Brzy se rozšířil dále do Asie a Oceánie, kde se etabloval jako obtížný plevel. Portugalci byl zavlečen do jejich tehdejší kolonie Goa, která se nacházela na západním pobřeží dnešní Indie.
Libora měnivá se dokáže úspěšně prosazovat vůči původním druhům, což vede ke snižování biologické rozmanitosti. V důsledku své toxicity pro hospodářská zvířata může také působit problémy, pokud napadne zemědělské oblasti. Navíc tvoří husté houštiny, které mohou značně snižovat produktivitu zemědělské půdy.

## Popis
Libora měnivá je vytrvalý keř, který obvykle dorůstá do výšky 2 metrů a tvoří husté houštiny.
Listy jsou vejčité, po rozdrcení silně voní.
Květy jsou malé a trubkovité, každý má čtyři okvětní lístky. Vyskytují se v mnoha barevných variantách - červené, žluté, bílé, růžové a oranžové. Po opylení se barva květů mění. V klimatu bez mrazů může rostlina kvést po celý rok, zvláště ve vlhké půdě.
Plodem je peckovice, která se dozráním mění ze zelené na tmavě fialovou. Zelené nezralé plody jsou nepoživatelné pro lidi i zvířata. Kvůli tvrdým hrotům na slupce může jejich požití způsobit vážné poškození trávicího traktu. Rozmnožování se děje jak vegetativně, tak semeny.

## Rozšíření a stanoviště
Původní oblastí výskytu libory měnivé je Střední a Jižní Amerika; zdomácněla však v asi 60 tropických a subtropických zemích po celém světě. Je široce rozšířena ve východní a jižní Africe, kde často roste v narušených oblastech, kde byly vykáceny lesy. Rozšířila se také v jižní Evropě ve Španělsku a Portugalsku, a také na Středním východě, v Indii, Austrálii, na Novém Zélandu a v USA. Do Austrálie byla libora přivezena jako okrasná zahradní rostlina v roce 1841, později se však rozšířila ve volné přírodě. Na Srí Lance se stala významným plevelem poté, co v roce 1926 unikla z Královské botanické zahrady.

## Ekologie
- Kolibřík chocholatý u květu libory
- Stračka dvoubarvá s květem
- Babočka cyanská, Stuttgart
- Na květu odpočívá urbanus proteus

Plody libory se živí zvířata a ptáci, kteří tak rostlinu pomáhají šířit na velké vzdálenosti.

### Invazní druh

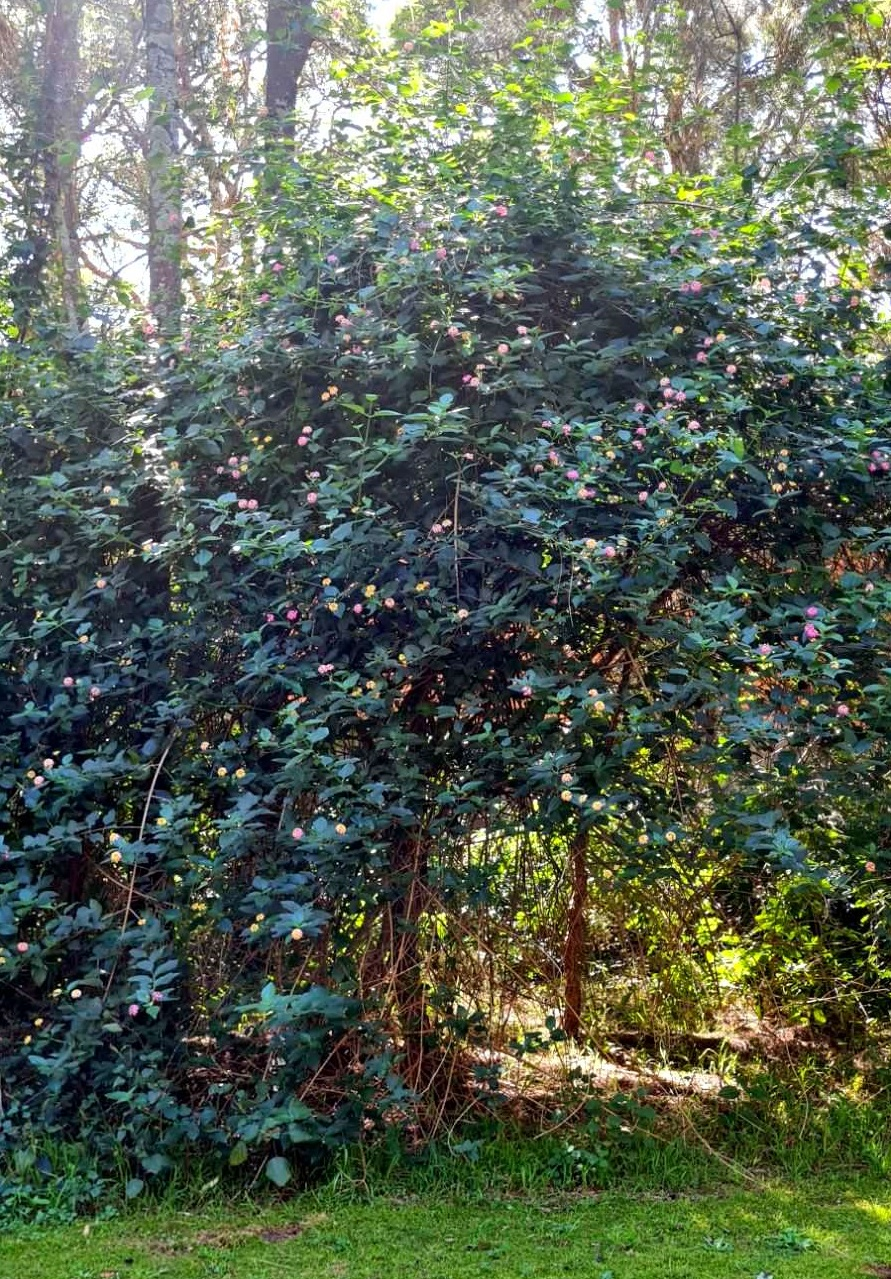
4,5 m vysoké keře zamořující původní lesní oblast v Sydney

Libora měnivá je na seznamu 100 nejhorších invazních druhů světa. V zemědělských oblastech nebo sekundárních lesích se může stát dominantním podrostovým keřem, vytlačuje ostatní původní druhy a snižuje biodiverzitu.
Mezi primární faktory, díky kterým je libora tak úspěšná v šíření, patří:
1. Rozsáhlý areál šíření umožněný ptáky a dalšími živočichy, kteří se živí plody libory.
2. Dalšími zvířaty však není konzumována kvůli toxicitě
3. Tolerance široké škály podmínek prostředí[12]
4. Nárůst těžby dřeva a modifikace stanovišť, což je pro liboru výhodné, neboť preferuje narušená stanoviště
5. Historická hybridizace mezi různými druhy a odrůdami, která rostlině pomáhá adaptovat se na nová prostředí
6. Produkce toxických chemikálií, které inhibují konkurenční druhy rostlin
7. Extrémně vysoká produkce semen (až 12 000 semen z každé rostliny ročně)[13]

## Toxicita
Libora měnivá je toxická pro zvířata, jako je skot, ovce, koně, kozy i psi. Toxicitu způsobují pentacyklické triterpenoidy zvané lantadeny, které mají za následek poškození jater a fotosenzitivitu. Libora měnivá také vylučuje alelopatické chemikálie, které omezují růst okolních rostlin inhibicí klíčení a prodlužování kořenů.